# الحابظ (يريم)

تعديل مصدري - تعديل

الحابظ محلة تابعة لقرية خلل، التابعة لعزلة بني عمر بمديرية يريم إحدى مديريات محافظة إب في الجمهورية اليمنية، بلغ تعداد سكانها 80 حسب تعداد اليمن لعام 2004.